# Bill Cowher

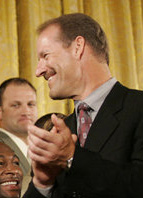
Bill Cowher.

William Laird Cowher, alias "La mandíbula" ("The Jaw") (Pittsburgh, Pensilvania, 8 de mayo de 1957) es un exentrenador en jefe de fútbol americano, habiendo servido como entrenador de los Pittsburgh Steelers en la NFL de 1992 a 2005.
Fue el sucesor del legendario entrenador en jefe de los acereros Chuck Noll ganador de cuatro superbowls.
Ganó el Super Bowl con los Steelers en 2005.
- Datos: Q862033
- Multimedia: Bill Cowher / Q862033